# Mesjeov katalog
Šarl Mesje (fr. Charles Messier), francuski astronom iz 18. veka, prvi je sastavio katalog nebeskih maglina, kako su tada zajedničkim imenom zvali sve nezvezdane objekte noćnog neba. Mesje je, zapravo, tražio komete, a razne magline bile su mu samo smetnja. Da bi pomogao sebi i drugim astronomima koji su redovno posmatrali nebo, pokušao je da sastavi listu "lažnih kometa", tj. kometolikih, magličastih objekata koji kroz teleskop izgledaju kao kometa, a to nisu. Prvi originalni Mesjeov katalog sadržavao je 30-ak objekata, dok je ostale objekte dodavao kako ih je otkrivao. Poslednji objekat u Mesjeovom katalogu nosi naziv Mesje 110 ili M110. Lista svih objekata u Mesjeovom katalogu se nalazi ovde.
U katalogu objekti se obeležavaju sa velikim slovom M iza kojeg je redni broj objekta u katalogu. Recimo, Andromedina galaksija nosi oznaku M31. U katalogu se nalaze sve vrste objekata dubokog svemira: galaksije, otvorena zvezdana jata, zatvorena zvezdana jata, razne magline, ostaci supernovih, itd.
Iako star preko 2 veka, Mesjeov se katalog i danas koristi i to iz razloga što sadrži veliku većinu difuznih objekata vidljivih sa umerenih geografskih širina (dakle, oko 45°) severne polulopte. Gotovo svaki astronom amater započinje upoznavanje sa noćnim nebom preko Mesjeovog kataloga. Svih 110 objekata mogu se vidjeti uz pomoć teleskopa prečnika objektiva od recimo 10-15 cm, pa i uz određeno svetlosno zagađenje. Neki iskusniji astronomi amateri uspeli su pronaći sve objekte iz Mesjeovog kataloga i uz pomoć 2.4 inčnog (oko 6 cm) refraktora, a u idealnim uslovima, daleko od svih izvora svetlosnog zagađenja, te uz dobar vid, isti poduhvat je izvediv i uz pomoć dvogleda 8 x 50.
Krajem marta i početkom aprila moguće je u jednoj noći videti sve Mesjeove objekte, pa se u to doba godine organiziraju takmičenja, tzv. Mesjeovi maratoni. U Srbiji Mesjeov maraton se svake godine održava na Fruškoj gori.

## Spoljašnje veze
- Interaktivni katalog NGC, IC i Mesjeovix objekata
- Originalni katalog Šarla Mesjea Архивирано на веб-сајту  (5. август 2020)
- SEDS baza podataka Mesjeovih objekata